# بیلی لیز
بیلی لیز (انگلیسی: Billy Leese; ۱۰ مارس ۱۹۶۱ – ) بازیکن فوتبال اهل بریتانیا بود.
از باشگاه‌هایی که در آن بازی کرده‌است می‌توان به باشگاه فوتبال پورت ویل اشاره کرد.